# Église Saint-Michel des Angles
L'église Saint-Michel des Angles (en catalan et parfois en français : Sant Miquel dels Angles) est l'église paroissiale de la commune des Angles, dans le département français des Pyrénées-Orientales.

## Architecture
Elle est construite au XIXe siècle dans un style néo-roman. On y trouve un retable de la Nativité du XVIIe siècle.
Le retable de l'Épiphanie et de l'adoration des rois mages, situé à droite en entrant, date du XVIIIe siècle. Il provient de l'ancienne église Saint-Sauveur. Il est classé monument historique au titre objet depuis 2000.

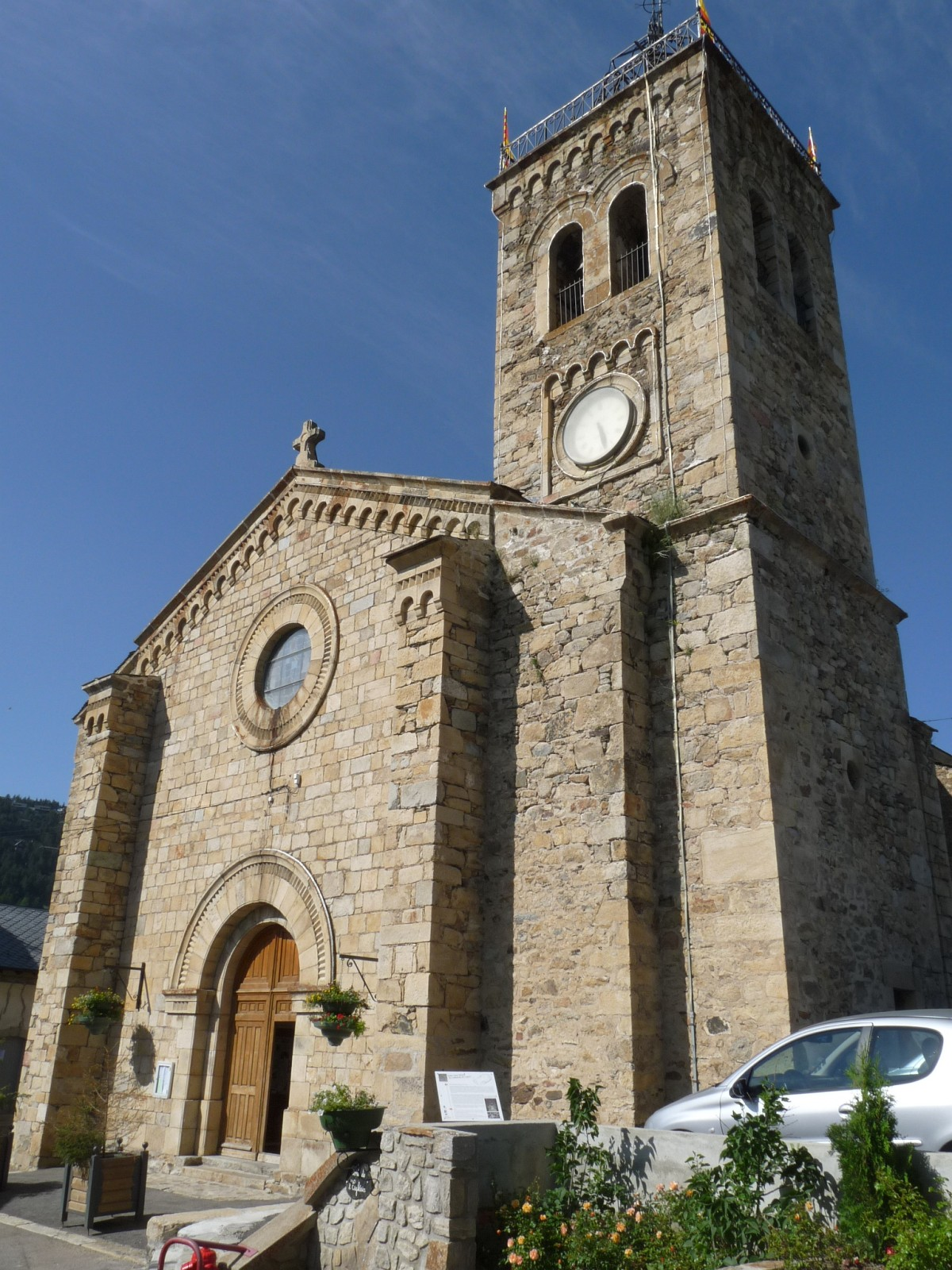
L'entrée et le clocher
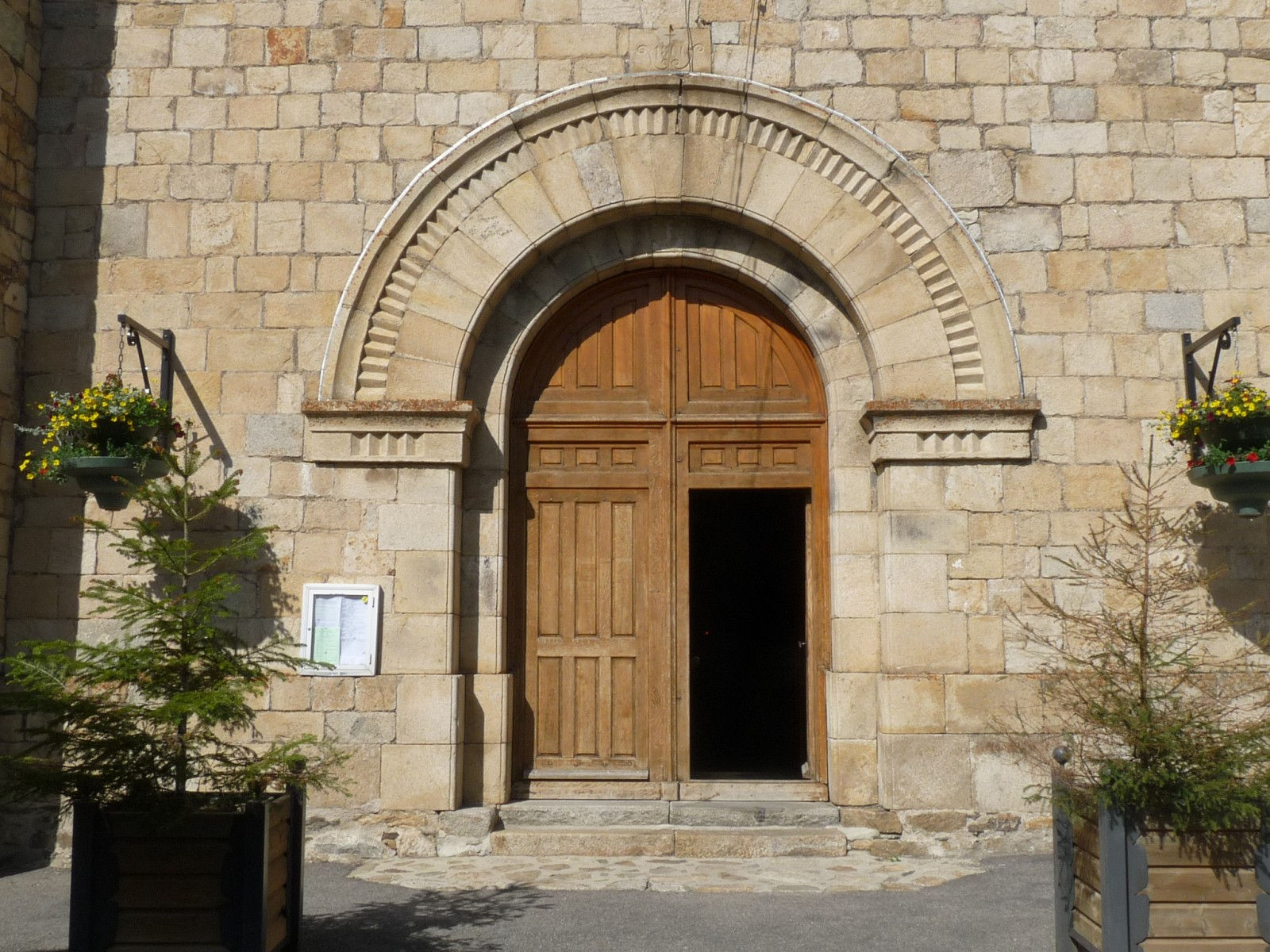
Le portail
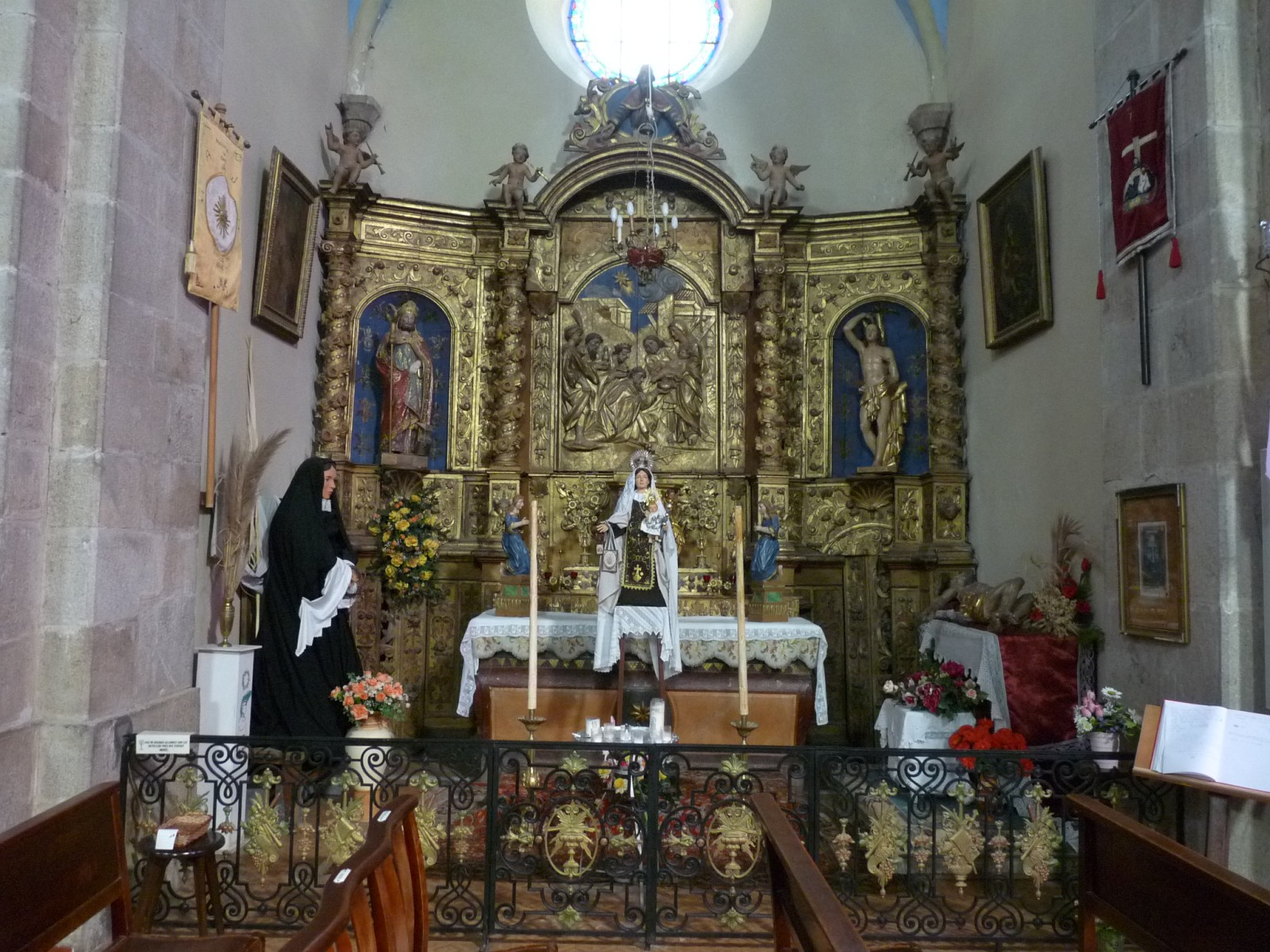
Retable de l'Épiphanie
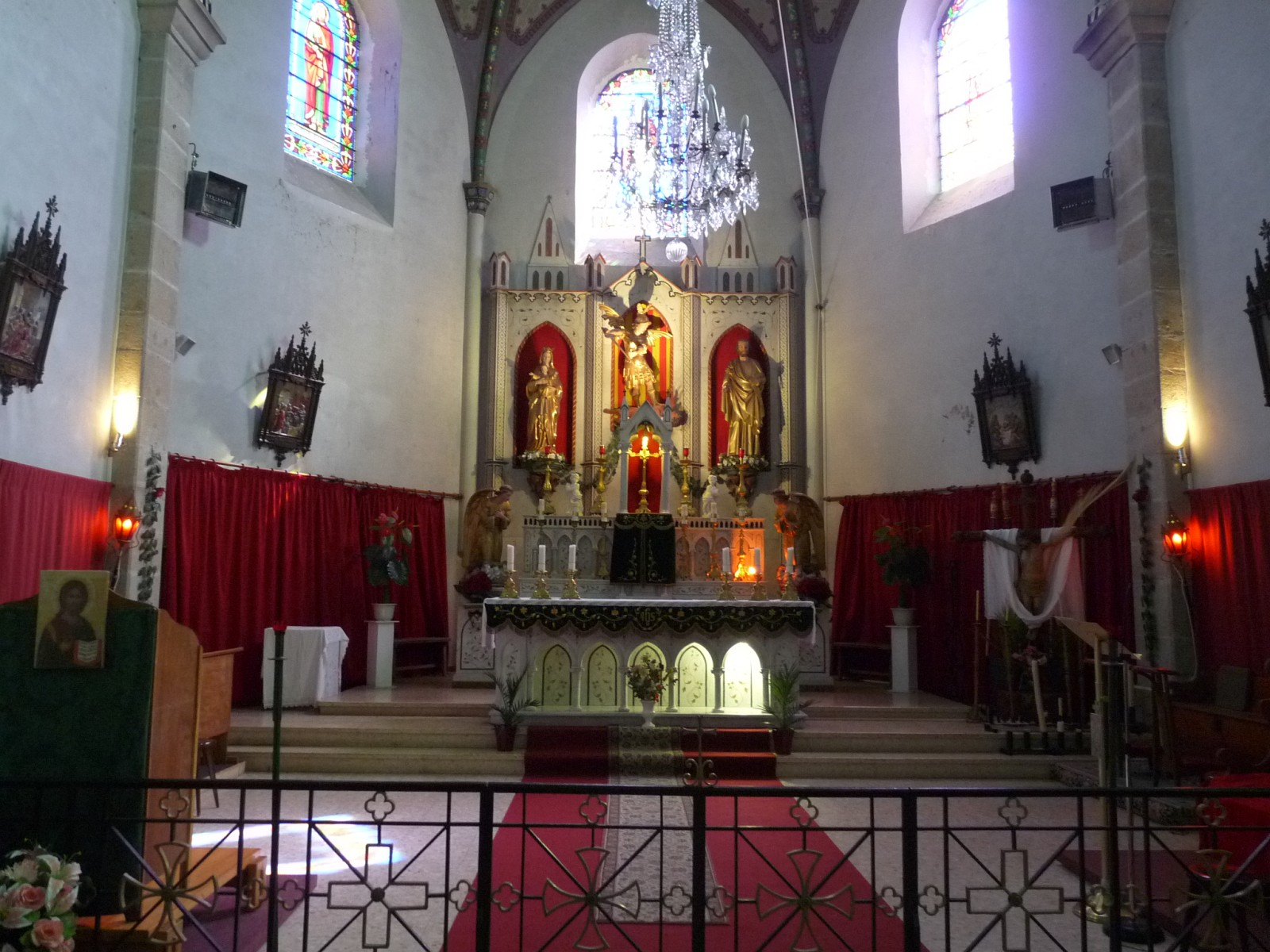
Le chœur